# Torneo de las Tres Naciones 2002
El Torneo de las Tres Naciones 2002 fue la séptima edición de la competencia anual hoy conocida como Rugby Championship.
Comenzó el 13 de julio y finalizó el 17 de agosto, participaron las tres potencias del hemisferio sur: Australia, Nueva Zelanda y Sudáfrica. Los All Blacks ganaron el torneo y obtuvieron su cuarto título luego de tres años.

## Modo de disputa
El torneo se disputó con el sistema de todos contra todos a dos series, de ida y vuelta. Cada partido dura 80 minutos divididos en dos partes de 40 minutos.
Los cuatro participantes se agrupan en una tabla general teniendo en cuenta los resultados de los partidos mediante un sistema de puntuación, la cual se reparte:
- 4 puntos por victoria.
- 2 puntos por empate.
- 0 puntos por derrota.

También se otorga punto bonus, ofensivo y defensivo:
- El punto bonus ofensivo se obtiene al marcar cuatro (4) o más tries.
- El punto bonus defensivo se obtiene al perder por una diferencia de hasta siete (7) puntos.

## Equipos participantes
| Australia | Nueva Zelanda | Sudáfrica  |
| --------- | ------------- | ---------- |
| Wallabies | All Blacks    | Springboks |

## Tabla de posiciones
| Posición | Equipos       | Partidos | Partidos | Partidos | Partidos | Puntos  | Puntos    | Puntos     | Bonus | Bonus | Puntos |
| Posición | Equipos       | PJ       | PG       | PE       | PP       | A favor | En contra | Diferencia | OF    | DF    | Puntos |
| -------- | ------------- | -------- | -------- | -------- | -------- | ------- | --------- | ---------- | ----- | ----- | ------ |
| 1        | Nueva Zelanda | 4        | 3        | 0        | 1        | 97      | 65        | +32        | 2     | 1     | 15     |
| 2        | Australia     | 4        | 2        | 0        | 2        | 91      | 86        | +5         | 1     | 2     | 11     |
| 3        | Sudáfrica     | 4        | 1        | 0        | 3        | 103     | 140       | −37        | 2     | 1     | 7      |

|  |                                      |
|  | Campeón del Rugby Championship 2002. |

## Resultados
BO: Punto de bonificación ofensivo.
BD: Punto de bonificación defensivo.
Primera fecha
| 13 de julio de 2002, 19:35 (UTC+12) | Nueva Zelanda        | 12 – 6 BD | Australia         | Lancaster Park, Christchurch                                |                                                             |
|                                     | Penales Mehrtens (4) |           | Penales Burke (2) | Asistencia: 40,000 espectadores Árbitro(s): Jonathan Kaplan | Asistencia: 40,000 espectadores Árbitro(s): Jonathan Kaplan |

Segunda fecha
| 20 de julio de 2002, 19:35 (UTC+12) | Nueva Zelanda                                                                                                 | BO 41 – 20 | Sudáfrica                                                                      | Estadio Westpac, Wellington                                  |                                                              |
|                                     | Tries Hammett Howlett Marshall Robertson Thorne Conversiones Mehrtens (2) Penales Mehrtens (3) Drops Mehrtens |            | Tries Greeff Joubert Conversiones Pretorius (2) Penales Pretorius Drops Greeff | Asistencia: 38,000 espectadores Árbitro(s): Stuart Dickinson | Asistencia: 38,000 espectadores Árbitro(s): Stuart Dickinson |

Tercera fecha
| 27 de julio de 2002, 20:00 (UTC+10) | Australia                                                                        | BO 38 – 27 BO | Sudáfrica                                                                       | The Gabba, Brisbane                                      |                                                          |
|                                     | Tries Latham (2) Tune Mortlock Conversiones Burke (3) Penales Burke (3) Mortlock |               | Tries Joubert (2) Skinstad Russell Conversiones Pretorius (2) Penales Pretorius | Asistencia: 37,278 espectadores Árbitro(s): Steve Lander | Asistencia: 37,278 espectadores Árbitro(s): Steve Lander |

Cuarta fecha
| 3 de agosto de 2002, 20:00 (UTC+10) | Australia                             | 16 – 14 BD | Nueva Zelanda                    | Estadio ANZ, Sídney                                      |                                                          |
|                                     | Tries Rogers Sharpe Penales Burke (2) |            | Tries McCaw Penales Mehrtens (3) | Asistencia: 79,543 espectadores Árbitro(s): André Watson | Asistencia: 79,543 espectadores Árbitro(s): André Watson |

Quinta fecha
| 10 de agosto de 2002, 15:00 (UTC+02) | Sudáfrica                                                                                | BD 23 – 30 BO | Nueva Zelanda                                                                           | Estadio Kings Park, Durban                                            |                                                                       |
| | Tries De Kock Pretorius Conversiones Pretorius (2) Penales Pretorius (2) Drops Pretorius |               | Tries Howlett MacDonald Mauger Try penal Conversiones Mehrtens (2) Penales Mehrtens (2) | Asistencia: 52,000 espectadores Árbitro(s): David McHugh, Chris White | Asistencia: 52,000 espectadores Árbitro(s): David McHugh, Chris White |
| Nota: el árbitro McHugh tuvo que ser sustituido en el minuto 43 luego de que un espectador de Sudáfrica borracho, corrió al terreno de juego y lo derribó, dejando a McHugh con un hombro dislocado y tuvo que ser retirado del campo en camilla. Fue reemplazado por Chris White. |                                                                                          |               |                                                                                         |                                                                       |                                                                       |

Sexta fecha
| 17 de agosto de 2002, 15:00 (UTC+02) | Sudáfrica                                                           | BO 33 – 31 BD | Australia                                                                      | Estadio Ellis Park, Johannesburgo                         |                                                           |
|                                      | Tries Paulse (2) Greeff Russell Van Niekerk Conversiones Greeff (4) |               | Tries Kefu Cannon Rogers Conversiones Burke (2) Penales Burke (3) Drops Gregan | Asistencia: 62,500 espectadores Árbitro(s): Paddy O'Brien | Asistencia: 62,500 espectadores Árbitro(s): Paddy O'Brien |